# Shahrbanoo Sadat
Shahrbanoo Sadat, född 1991 i Teheran i Iran, är en afghansk filmregissör, manusförfattare och kvinnorättskämpe.
Sadat, som är dotter till afghanska flyktingar i Iran, flyttade med familjen till en liten by på landsbygden i centrala Afghanistan när hon var elva år gammal. För att kunna gå i skolan måste hon vandra tre timmar varje dag till en annan by.
Sju år senare flyttade hon till Kabul för att läsa vidare. Hon spelade in sin första kortfilm,  Vice Versa, med stöd från franska Ateliers Varan som
visades på Directors Fortnight i samband med Filmfestivalen i Cannes 2011 och fick senare filmutbildning i Paris. Dokumentärfilmen Not At Home från 2013 spelades in med stöd av Köpenhamns internationella filmfestivals DOX:LAB.
Hennes första spelfilm Wolf and Sheep, som handlar om livet i en afghansk by, filmades i Tadzjikistan med afghanska skådespelare i samarbete med franska  
Cannes Film Festival Cinefondation Résidence. Den hade premiär på filmfestivalen i Cannes, där den nominerades till Caméra d'Or. År 2019 hade hennes andra film, i en planerad serie på fem, The Orphanage, premiär och visades på Directors Fortnight i Cannes. 
Hon bor i Kabul och arbetar för närvarande (2021) med den tredje filmen i serien, en romantisk komedi med namnet Kabul Jan.

## Filmografi
- Vice Versa One, kortfilm (2011)
- Not at Home, dokumentärfilm (2013)
- Wolf and Sheep, spelfilm (2016)
- The Orphanage, spelfilm (2019)